# Koçhisar, Bozova
Koçhisar là một xã thuộc huyện Bozova, tỉnh Şanlıurfa, Thổ Nhĩ Kỳ. Dân số thời điểm năm 2011 là 2.016 người.